# 수드라
수드라(산스크리트어·힌디어: शूद्र 슈드라))는 고대 인도의 힌두교 계급 및 사회 체계인 4개의 바르나 중 하나이다. 일부 자료에서는 이를 영어로 카스트라고 번역하거나, 사회 계급으로 번역한다. 이론적으로 수드라는 노동자 계급에 해당한다.
리처드 곰브리치의 불경 연구, 특히 스리랑카 불교와 타밀 힌두 사회의 카스트에 대한 연구에 따르면, 
"바이샤와 수드라라는 용어는 고대에도 명확하게 구분되는 사회 단위를 나타내지 않았지만, 다양한 집단이 각 용어 아래에 포함되었다[...]; 중세 시대(서기 500-1500년경)에는 사회가 여전히 네 계급으로 구성되어 있다고 여겨졌지만, 이러한 분류는 무의미해진 것으로 보인다."

수드라라는 단어는 리그베다에 나타나며, 마누스므리티, 아르타샤스트라, 다르마샤스트라 및 죠티샤스트라와 같은 다른 힌두교 경전에서도 발견된다. 일부 경우에 수드라는 왕의 즉위식에 참여하거나, 초기 인도 경전에 따르면 아마티야("대신")와 라자("왕")이기도 했다.

## 역사

### 베다
수드라라는 용어는 리그베다에 단 한 번만 나타난다. 이 언급은 푸루샤 숙타에 담긴 신화적인 창조 이야기에서 발견된다. 이는 원초의 인간의 몸에서 네 바르나가 형성되는 것을 묘사한다. 이에 따르면 브라만은 그의 입에서, 크샤트리야는 그의 팔에서, 바이샤는 그의 허벅지에서, 그리고 수드라는 그의 발에서 나왔다고 한다. 역사학자 람 샤란 샤르마에 따르면, 이 구절의 목적은 수드라가 다른 바르나와 같은 혈통을 가졌으며 따라서 베다 시대 사회의 한 부분임을 보여주기 위함이었을 수 있다. 다른 한편으로, 이는 이질적인 브라만 사회에 공통의 신화적 기원을 제공하려는 시도일 수도 있다.
리그베다는 기원전 1500년에서 1200년 사이에 편찬되었을 가능성이 높지만, 존 무어는 1868년에 네 바르나를 언급하는 구절이 "그 문체와 사상 모두에서 현대적인 특징을 지니고 있다"고 주장했다. 푸루샤 숙타 구절은 현재 일반적으로 후대에 베다 본문에 삽입된 것으로 여겨지며, 아마도 건국 신화의 형태로 삽입되었을 것이다.
스테파니 W. 제미슨과 조엘 브레튼에 따르면, "리그베다에는 정교하고, 세분화되어 있으며, 포괄적인 카스트 제도에 대한 증거가 없으며", "바르나 제도는 리그베다에서는 미약한 형태이며, 그때나 그 이후나 사회적 현실이라기보다는 사회적 이상에 가까웠다." 역사학자 람 샤란 샤르마는 "리그베다 사회는 사회적 분업이나 부의 차이에 기반하여 조직되지 않았으며... [주로] 친족, 부족, 혈통에 기반하여 조직되었다."고 말한다.
샤르마에 따르면, 리그베다나 아타르바베다 어디에도 "다사와 아리아인 사이, 또는 수드라와 상위 바르나 사이에 음식이나 결혼에 대한 제한이 있었다는 증거는 없다." 또한, 샤르마는 후기 아타르바베다에서는 "수드라에 대한 언급이 없는데, 아마도 그 단계에서는 그의 바르나가 존재하지 않았기 때문일 것이다."라고 덧붙인다.
로밀라 타파르에 따르면, 베다 경전에서 수드라와 다른 바르나에 대한 언급은 그 기원으로 여겨져 왔으며, "사회 바르나 질서에서 순수와 오염의 개념이 중심이었고, 활동은 이러한 맥락에서 이루어졌으며" 그것은 "공식적이고 질서 정연하며, 사회를 네 그룹으로 나누어 계층적으로 배열했다." 샤르마에 따르면, 수드라 계급은 "부분적으로는 외부적, 부분적으로는 내부적 갈등"으로 인해 그러한 위치로 강등된 인도-아리아인과 비인도-아리아인으로부터 유래했다.
푸산(Pusan)이라는 단어는 베다 시대 우파니샤드에서 "양육자"를 의미하며, 지구의 창조와 온 세상을 양육하는 생산 활동과 연관되며, 이 텍스트는 이 푸산을 수드라라고 부른다. 힌두 신화에서 푸산이라는 용어는 태양의 마부로서 길을 알아 빛, 지식, 생명을 모두에게 가져다주는 존재이다. 그러나 동일한 푸산이라는 단어는 브라마나 경전에서 바이샤와 관련이 있다.

### 아르타샤스트라
샤르마에 따르면 고대 힌두교 경전인 아르타샤스트라는 아리아인이 자유인이었고 어떤 상황에서도 노예가 될 수 없다고 명시하고 있다. 이 경전은 아리아인을 수드라와 대조하지만, 수드라라는 용어가 나중에 해석되었던 방식처럼 세습 노예나 경제적으로 폐쇄된 사회 계층으로 대조하지는 않는다. 랑가라잔에 따르면, 아르타샤스트라의 노동 및 고용법은 다양한 번역가와 주석가들에 의해 다양한 해석을 낳았으며, "받아들여지는 견해는 동시대 그리스에서 행해지던 노예 제도가 카우틸리아 시대 인도에는 존재하지 않았다는 것이다."
카우틸랴는 수드라와 모든 계급이 전사로 참여할 권리를 주장했다. 로저 보셰는 통치자가 "국민들이 공정하게 대우받았기 때문에 그에게 맹렬히 충성하는 국민군을 가지는 것"이 통치자 자신의 이익에 부합했기 때문이라고 말한다.

### 마누 법전
마누 법전은 주로 브라만(사제 계급)과 크샤트리야(왕, 행정 및 전사 계급)에 대한 행동 규범(다르마 규칙)을 논한다. 이 경전은 수드라와 바이샤를 언급하지만, 이 부분은 가장 짧은 부분이다. 마누 법전의 일부 섹션에서는 바이샤에게 여덟 가지 규칙을, 수드라에게 두 가지 규칙을 명시하고 있다.
인도학자인 패트릭 올리벨레에 따르면, 마누 법전은 브라만이 수드라의 재산을 압류할 수 있다고 말한다(왜냐하면 수드라는 아무것도 소유하지 않기 때문). 그리고 수드라는 부자가 되면 과도한 권력을 얻을 수 있으므로 재산을 축적해서는 안 된다고 말한다. 
마누는 10.43-10.44절에서 사제와 그들의 의례를 소홀히 하여 수드라의 지위로 떨어진 크샤트리야 부족들을 나열한다. 이들은 푼드라, 코다, 드라비다, 캄보자, 야바나, 사카, 파라다, 파흘라바, 치나, 키라타, 다라다, 카사이다.

### 야즈나발키야 스므리티와 그르히야수트라
초기 인도 종교를 전문으로 하는 종교학 교수인 로리 패튼에 따르면, 수드라의 권리와 지위는 초기 인도 경전마다 크게 다르다. 아파스탐바 그르히야수트라는 수드라 학생들이 베다를 듣거나 배우는 것을 금지한다. 이에 반해 야즈나발키야 스므리티는 수드라 학생들을 언급하며, 마하바라타는 수드라를 포함한 네 바르나 모두 베다를 들을 수 있다고 명시한다. 다른 힌두교 경전은 더 나아가 세 바르나, 즉 브라만, 크샤트리야, 바이샤가 수드라 스승으로부터 지식을 얻을 수 있으며, 야즈나 제사를 수드라가 행할 수도 있다고 명시한다. 수드라에 대한 이러한 권리와 사회적 유동성은 사회적 긴장이 덜하고 경제적 번영이 더 큰 시기에 발생했을 수 있으며, 이러한 시기는 여성의 사회적 조건 개선도 동반했다.

### 중세 우파니샤드
바즈라수치 우파니샤드와 같은 중세 시대 경전은 바르나를 논하고 수드라라는 용어를 포함한다. 윌프리드 로리에 대학 철학과 교수인 아슈와니 피투쉬에 따르면, 바즈라수치 우파니샤드는 어떤 사회적 배경을 가진 인간이라도 최고의 영적 존재 상태에 도달할 수 있다고 가정하고 주장하기 때문에 중요한 경전이다.

### 비힌두교 경전
힌두교 경전 내의 상충되는 입장 외에도, 비힌두교 경전은 수드라에 대해 다른 그림을 제시한다. 패튼은 불교 경전이 "베다, 문법, 미맘사 학파, 상키야 학파, 바이셰시카 학파 및 lagna를 아는 수드라를 언급한다"고 말한다.
초기 불교와 힌두교를 전문으로 하는 인도학 교수 요하네스 브롱크호르스트에 따르면, 고대 불교 경전에는 바르나에 대한 논의가 거의 없으며, 그 고대 담론에서 바르나는 거의 언급되지 않는다. 불교 경전은 인도 사회를 "브라만, 크샤트리야, 바이샤, 수드라"의 네 바르나로 나누어 묘사하지 않는다. 대신, 브롱크호르스트는 사회의 대부분이 내부 구별 없이 "가족 구성원"(팔리어: gahapati)으로 구성되어 있다고 묘사한다. 그러한 맥락에서 브라만들이 언급될 때조차도, 그들은 또한 가족 구성원 또는 브라마나-가하파티로 언급된다. 바르나라는 용어는 불교 경전에 몇 가지 예외적으로 나타나지만, 브롱크호르스트는 오직 사회의 추상적인 구분의 맥락에서만 나타나며, 이는 "실제 관행에서는 아무런 평행선이 없는 이론적 개념으로 남아있었다"고 말한다.

## 장애
샤스트라 문헌은 슈드라의 다양한 장애를 나열한다.
1. 베다를 공부하거나 듣는 것이 금지되었다. 이 금지는 베다 구절에 근거했지만, 케인은 고대에는 이 금지가 "절대적이고 보편적"이지 않았다고 지적한다. 수드라는 이티하사와 푸라나 경전을 들을 수 있었다.[46]
2. 베다 제사를 행하거나 신성한 베다 불을 세우는 것이 금지되었다. 수드라는 푸르타 다르마(우물, 연못, 사원, 공원을 짓고 자선을 베푸는 행위)를 행하고, 평범한 불에 다섯 가지 일일 마하야즈나를 행하며, 스랏다를 행하는 것이 허용되었지만, 모두 베다 만트라 없이 "나마하"만 말해야 했다.[46]
3. 삼스카라에 관해서는 상충되는 의견이 존재한다. 가장 제한적인 경전인 마나바 다르마샤스트라는 수드라의 모든 삼스카라를 금지한다. 가장 자유로운 경전은 베다 학습 이전의 유년기 삼스카라와 비바하("결혼")를 허용하지만, 모두 베다 만트라를 사용하지 않아야 한다.[46]
4. 상위 바르나 사람에 대한 성교, 간통, 강간, 비방 또는 명예훼손과 같은 특정 범죄에 대한 더 높은 처벌. 절도와 같은 특정 범죄의 경우 수드라는 상위 바르나보다 적은 처벌을 받았다.[46]
5. 가족의 사망 및 출생 시 한 달 동안 더 긴 부정 기간.[46]
6. 재판관이 되거나 다르마를 설파하는 것이 금지되었다.[46]
7. 극단적인 상황을 제외하고 브라만에게 선물을 주는 것이 금지되었다.[46]
8. 브라만은 일반적으로 수드라가 브라만의 고용 상태에 있지 않는 한 수드라로부터 음식을 취하는 것이 금지되었다.[46]
9. 수드라가 브라만을 만졌을 때 브라만에게 속죄가 필요한지 여부에 대해서는 경전마다 의견이 다르다.[46]
10. 수드라는 그르하스타("가장") 아슈라마에만 해당되었다.[46]
11. 수드라를 죽인 죄에 대한 참회는 상위 바르나 사람을 죽인 것보다 적었다.[46]

케인은 이러한 장애에도 불구하고 수드라에게 많은 이점이 있었다고 지적한다. 그들은 상위 바르나에게 요구되는 복잡한 규칙, 규정, 끊임없는 의례로부터 자유로웠다.

## 교육
역사가 R. S. 샤르마는 여러 사례를 논한 후, 다르마샤스트라가 수드라에게 문해를 허용하지 않았지만 코끼리 훈련과 같은 예술 및 공예를 배우는 것은 허용했다고 결론짓는다. 그는 또한 경전이 베다 교육을 거부한 것은 농업을 방해한다고 믿었기 때문이며 그 반대도 마찬가지라고 덧붙인다. 다른 바르나가 다양한 수준의 문해력을 보인 반면, 수드라는 일반적으로 문맹이었다.Sharma 1990, 134쪽 사회 개혁가 조티라오 풀레는 수드라의 타락을 문맹 탓으로 돌리고 그들을 위한 교육을 강조했다.

## 직업

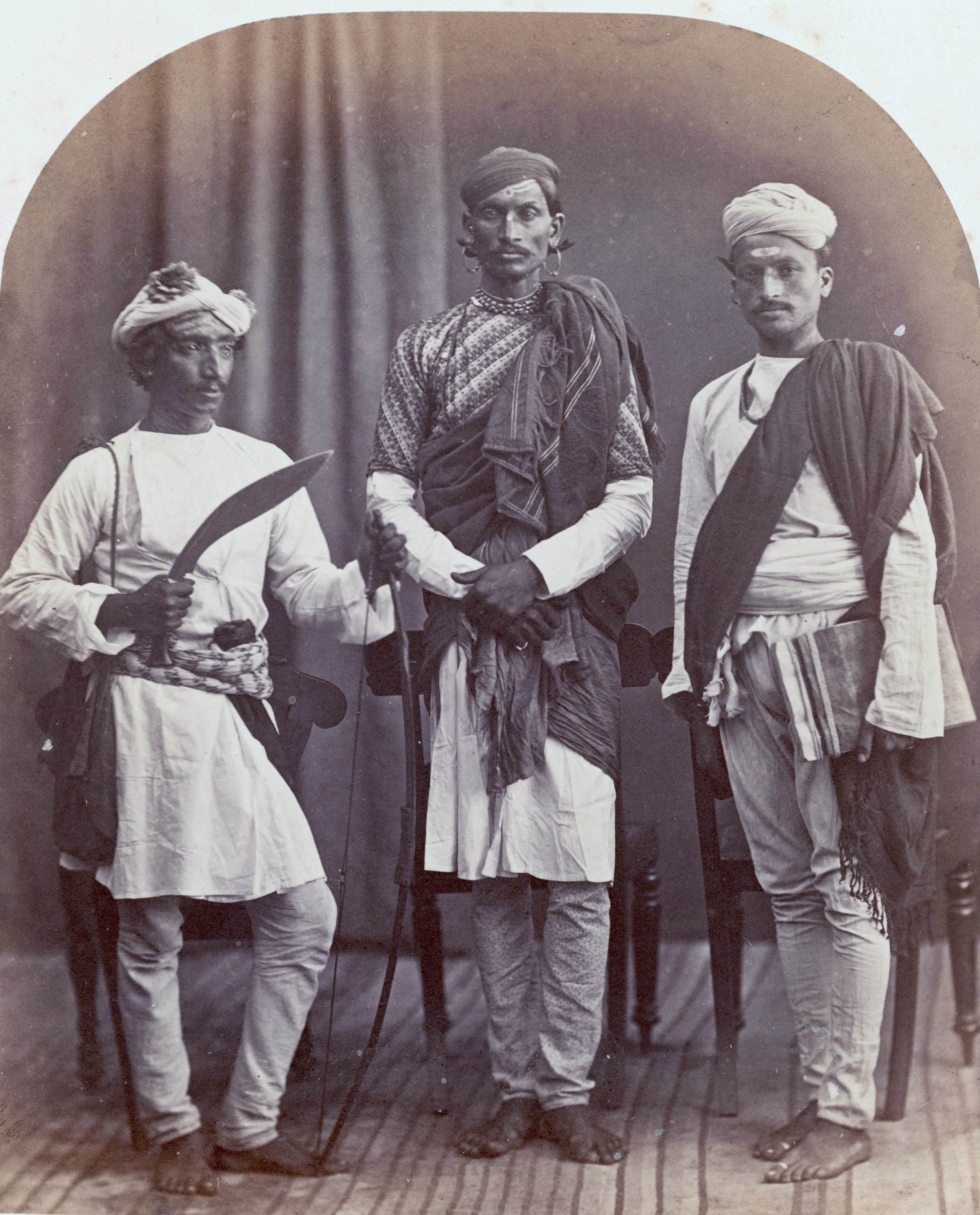
왼쪽부터: 구르카, 브라만, 수드라, 심라, 1868년.

전통적으로 수드라는 농민과 장인이었다. 고대 경전은 수드라를 농민으로 지정한다. 수드라는 곡물을 주는 자로 묘사되었고, 고대 경전은 수드라의 수입 방식이 "낫과 옥수수 이삭으로" 이루어졌다고 묘사한다. "베다는 농업의 파괴자이며 농업은 베다의 파괴자이다"라는 고대 원칙은 수드라가 베다를 배우는 것이 허용되지 않은 이유 중 하나로 제시된다. 농민이 수드라로 간주되었다는 사실은 현장 승려가 7세기에 기록한 바에서도 확인된다. 또한, 농업 직업에 종사한 "천민"은 수드라 바르나에 흡수되었다.
마빈 데이비스는 수드라가 베다를 배울 필요가 없다고 말한다. 그들은 드비자 또는 "두 번 태어난 자"가 아니었고, 그들의 직업 영역은 다른 세 바르나에 대한 봉사(seva)로 명시되었다. 드비자라는 단어는 어떤 베다나 우파니샤드에서도 발견되지 않으며, 슈라우타-수트라나 그리히야-수트라와 같은 베당가 문헌에서도 발견되지 않는다. 이 단어는 기원전 1천년기 마지막 몇 세기 이전에 쓰여진 고대 산스크리트 문헌에서 어떤 맥락에서도 거의 발견되지 않으며, 다르마수트라에서도 거의 나타나지 않는다. 서기 1천년기 중반에서 후반의 다르마샤스트라에서 점점 더 많이 언급된다. 드비자라는 단어의 존재는 해당 경전이 중세 시대 경전일 가능성이 높다는 표시이다.
구르예가 묘사한 수드라의 전통적인 직업은 농업, 무역, 공예이다. 그러나 이 분류는 학자마다 다르다. 드레크마이어에 따르면 "바이샤와 수드라는 실제로 많은 직업을 공유했으며 자주 함께 묶였다".
아르타샤스트라는 수드라를 장인으로 언급하고, 비슈누스므리티(3세기)는 모든 예술이 그들의 직업 영역이라고 명시한다. 대조적으로, 파라사라스므리티와 다른 경전들은 예술과 공예가 네 바르나 모두의 직업 영역이라고 명시한다.
다른 자료들은 수드라의 직업에 대한 이러한 진술이 특정 경전에 나오는 이론적인 논의일 뿐, 역사적인 것은 아니라고 말한다. 나힘 자바르는 서사시와 같은 다른 힌두교 경전은 수드라가 왕이나 대신과 같은 다른 역할을 했다고 주장한다고 말한다. 구르예에 따르면, 실제로 수드라와 다른 바르나의 세습 직업 양상은 인도의 많은 지역에서 사라졌으며, 네 바르나(브라만, 크샤트리야, 바이샤, 수드라) 모두 경제적 기회와 상황적 필요에 따라 농민, 상인 또는 대규모 전사가 되었다. 구르예에 따르면:

수드라의 지위는 이론적으로 매우 낮았지만, 그들 중 많은 수가 부유했다는 증거가 있다. 일부는 왕가에 딸들을 시집보내는 데 성공했다. 다샤라타 왕의 세 부인 중 한 명인 수미트라는 수드라였다. 그들 중 일부는 심지어 왕좌에 오르기도 했다.
— G. C. Ghurye, Caste and Race in India

### 발리, 인도네시아
인도네시아 발리의 힌두교 공동체에서는 수드라(현지어로는 소에드라)가 일반적으로 사원 사제였지만, 인구통계학적 상황에 따라 사원 사제는 브라만(브라마나), 크샤트리야(크사트리아) 또는 바이샤일 수도 있다. 대부분의 지역에서 수드라가 힌두교 신자들을 대신하여 신들에게 제물을 바치고, 기도문을 낭송하고, 메웨다(베다)를 암송하며, 발리 사원 축제의 진행을 정하는 것이 일반적이었다.

### 역사적 증거
학자들은 중세 인도 문서와 비문에서 바르나와 자티의 존재와 성격에 대한 역사적 증거를 찾으려고 노력했다. 중세 인도에서 바르나와 자티 시스템의 존재를 뒷받침하는 증거는 찾기 어려웠으며, 오히려 상반되는 증거가 나타났다.
예를 들어, 안드라프라데시주의 광범위한 중세 시대 기록에는 바르나가 거의 언급되지 않는다. 이로 인해 역사 및 아시아학 교수인 신시아 탈봇은 바르나가 이 지역의 일상생활에서 사회적으로 중요했는지 의문을 제기하게 되었다. 13세기까지 자티에 대한 언급은 훨씬 더 드물다. 14세기의 두 희귀한 전사 가족 사원 기부 기록은 자신들이 수드라라고 주장한다. 한 기록은 수드라가 가장 용감하다고 말하고, 다른 기록은 수드라가 가장 순수하다고 말한다.
역사학 교수 리처드 이튼은 "누구나 사회적 출신에 관계없이 전사가 될 수 있었으며, 자티는 사람들의 정체성의 특징으로 나타나지 않았다. 직업은 유동적이었다."라고 썼다. 이튼에 따르면, 증거는 수드라가 귀족의 일부였으며, 11세기에서 14세기 사이 데칸고원 지역의 힌두 카카티야 왕조 인구에서 많은 "아버지와 아들이 다른 직업을 가졌으며, 이는 사회적 지위가 세습이 아니라 획득되는 것임을 시사한다."
요하네스 브론크호르스트에 따르면, 아쇼카의 비문 중 어느 것도 크샤트리야, 바이샤 또는 수드라라는 용어를 언급하지 않으며, 오직 브라만과 슈라마나만을 언급한다.
몇몇 유명한 중세 시대 바크티 운동 시인-성자 및 종교 지도자들은 수드라 가문에서 태어났다. 예를 들어 투카람과 남데브가 있다. 남데브의 작품은 마하라슈트라주의 힌두 공동체뿐만 아니라 시크 공동체에서도 인기가 있었다. 그의 작품 60편은 펀자브 지역의 시크 구루들이 시크교 경전인 구루 그란트 사히브를 편찬할 때 포함되었다.

## 논평

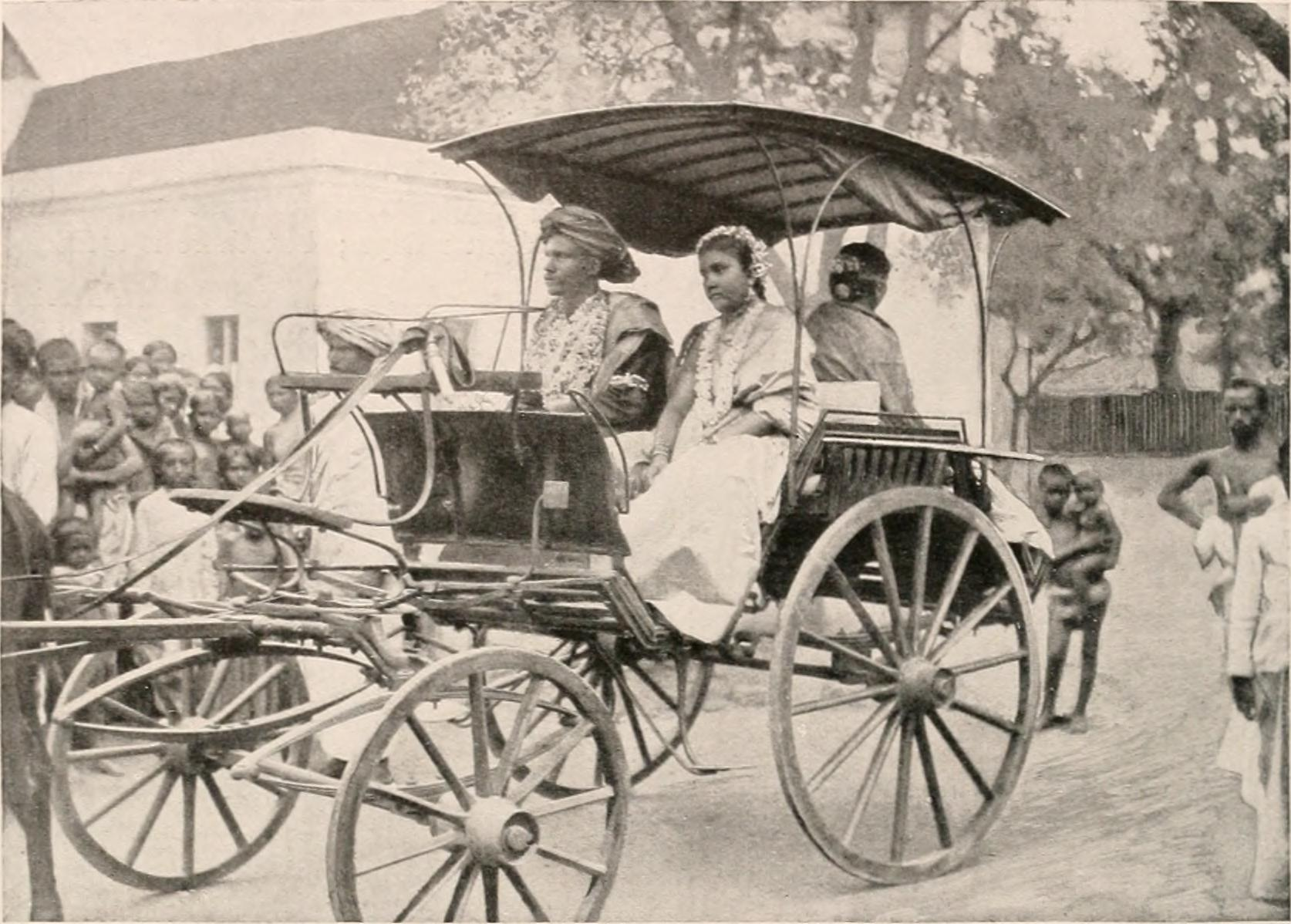
1908년 신부와 신랑이 마차에 탄 수드라 카스트의 모습.

사회 개혁가인 B. R. 암베드카르는 처음에는 브라만, 크샤트리야, 바이샤 세 바르나만 존재했으며, 수드라는 브라만에게 입문 의례인 우파나야나를 거부당한 크샤트리야였다고 믿었다. 이 주장은 R. S. 샤르마와 같은 역사학자들에 의해 반박되었다. 샤르마는 암베드카르가 정보를 얻기 위해 오직 텍스트 번역에만 의존했다고 비판하며, 암베드카르가 수드라가 높은 카스트 출신임을 증명하기 위한 유일한 목적으로 책을 썼으며, 이는 당시 하위 카스트의 고등 교육을 받은 사람들 사이에서 매우 인기가 있었다고 진술했다.
스리 아우로빈도는 수드라와 다른 바르나가 모든 인간에게 다양한 비율로 존재한다고 말한다. 그는 이것이 의도된 것과는 상당히 다른 시스템으로 외면화되고 기계화되었다고 말한다.
북인도의 베다 힌두교 교리는 남인도에서는 영향력이 적었으며, 그곳의 사회적 구분은 단순히 브라만과 수드라였다. 그러나 벨랄라르와 같은 일부 비브라만들은 다른 비브라만 공동체와 자신들을 구별하기 위해 사트 수드라(깨끗한 수드라)라는 분류를 채택했다.

## 같이 보기
- 사트-수드라
- 추흐라

## 참고 문헌
- Basham, Arthur Llewellyn (1989). 《The Origin and Development of Classical Hinduism》 Reprint판. 옥스퍼드 대학교 출판부. ISBN 978-0-19-507349-2.
- D. R. Bhandarkar (1989). 《Some Aspects of Ancient Indian Culture》. Asian Educational Services. ISBN 978-81-206-0457-5.
- Johannes Bronkhorst (2011). 《Buddhism in the Shadow of Brahmanism》. BRILL Academic. ISBN 978-90-04-20140-8.
- Eaton, Richard (2008). 《A social history of the Deccan, 1300–1761》. Cambridge University Press. ISBN 978-0-521-51442-2.
- Flood, Gavin D. (1996), 《An Introduction to Hinduism》, Cambridge University Press, ISBN 978-0521438780
- Roger Boesche (2013), 《The First Great Political Realist: Kautilya and His Arthashastra》, Lexington, ISBN 978-0739104019
- Varadaraja V. Raman (2006). 〈Hinduism〉.   Elizabeth M. Dowling & W. George Scarlett. 《Encyclopedia of Religious and Spiritual Development》. SAGE Publications. doi:10.4135/9781412952477.n114. ISBN 978-0761928836.
- Encyclopedia Britannica (2010). “Shudra: Hindu Class”. The Editors of Encyclopædia Britannica.
- Ghurye, G. S. (1969) [first published 1932], 《Caste and Race in India》 Fif판, Popular Prakashan, ISBN 978-81-7154-205-5
- Stephanie Jamison; Joel Brereton (2014). 《The Rigveda: the earliest religious poetry of India》. Oxford University Press. ISBN 978-0-19-937018-4.
- Novetzke, Christian Lee (2013). 《Religion and Public Memory: A Cultural History of Saint Namdev in India》. Columbia University Press. ISBN 978-0-23151-256-5.
- Patrick Olivelle (2005). 《Manu's Code of Law》. Oxford University Press. ISBN 978-0195171464.
- Orr, Leslie (2000). 《Donors, devotees, and daughters of God temple women in medieval Tamilnadu》. Oxford University Press. ISBN 978-0-19-509962-1.
- Laurie Patton (2002). 《Jewels of Authority: Women and Textual Tradition in Hindu India》. Oxford University Press. ISBN 978-0-19-513478-0.
- LN Rangarajan (1992). 《The Arthashastra》. Penguin Classics. ISBN 978-0140446036.
- Sharma, R. S. (1958). 《Śūdras in Ancient India》. Delhi: Motilal Banarasi Dass  – archive.org 경유.
  - Sharma, Ram Sharan (1990). 《Śūdras in Ancient India: A Social History of the Lower Order Down to Circa A.D. 600》 Thi판. Motilal Banarsidass Publishers. ISBN 978-81-208-0706-8.
- Talbot, Cynthia (2001). 《Precolonial India in practice society, region, and identity in medieval Andhra》. Oxford University Press. ISBN 978-0-19-513661-6.
- Thapar, Romila (2004). 《Early India: From the Origins to AD 1300》. University of California Press. ISBN 9780520242258.
- Witzel, Michael (1995). 《Early Sanskritization: Origin and Development of the Kuru state》. 《EJVS》 1.